# Rowedota mira
Rowedota mira is een zeekomkommer uit de familie Chiridotidae.
De wetenschappelijke naam van de soort werd in 1988 gepubliceerd door Gustave Cherbonnier.